# ويليام جيمس مايو
ويليام جيمس مايو (بالإنجليزية: William James Mayo)‏ هو جراح أمريكي، ولد في 29 يونيو 1861 في لي سويور في الولايات المتحدة، وتوفي في 28 يوليو 1939 في روشستر في الولايات المتحدة بسبب سرطان المعدة. انضم هو وشقيقه، تشارلز هوراس مايو، إلى عيادة والدهما الطبية الخاصة في مدينة روتشستر، مينيسوتا، في الولايات المتحدة، بعد تخرجهما من كلية الطب في ثمانينيات القرن التاسع عشر. في عام 1919، أصبحت عيادة مايو غير الهادفة للربح.
طلب ويليام وورال مايو أيضًا من أوغستس ستينشفيلد الانضمام إلى الممارسة الطبية عام 1892. بمجرد تعيين ستينشفيلد، تقاعد ويليام وورال مايو عن عمر يناهز 73 عامًا. وكان آخرون ممن دُعوا للمشاركة في المشروع هم سي جراهام وإي ستار جود وهنري ستانلي بلامر وميلفن ميليت ودونالد بلفور.

## بداياته
ولد ويليام جيمس مايو في منزل والديه ويليام وورال مايو وزوجته لويز في لو سوور، في مينيسوتا. عندما كان طفلًا، كان ويليام وشقيقه تشارلز يرافقان والدهما كثيرًا أثناء ممارسة عمله كطبيب رائد. بدأوا بالمساعدة في مهام وضيعة للغاية، وكُلفوا بمزيد من المسؤوليات تدريجيًا. في نهاية المطاف، كان الأولاد يشرفون على التخدير وربط الأوعية الدموية.
في إحدى الليالي في سن السادسة عشرة، رافق ويل والده إلى فندق مهجور حيث عمل أحد كبار المرضى في مايو كمسؤول. كان المريض قد مات للتو وكان مايو سيجري تشريحًا للجثة. وقف متفرجًا ويراقب الإجراء وبعد حوالي ساعة، حان الوقت للذهاب إلى منزل مريض آخر. طلب مايو من ابنه البقاء في الموقع والتنظيف. «خِط الشقوق ثم لف الغطاء حول الجثة. عند الانتهاء، اذهب إلى المنزل مباشرة». بدأ ويل بتوتر خياطة الشقوق على الجثة وسرد الحادث بعد سنوات عديدة قائلًا: «أنا فخور بحقيقة أنني خرجت من هناك، بدلًا من الركض، مثل أي شيء آخر قمت به على الإطلاق».

## التعليم والمسيرة المهنية
حصل مايو على شهادته في الطب من كلية الطب بجامعة ميشيغان في عام 1883، حيث أصبح مؤسس أخوية نو سيغما نو الطبية. بعد ذلك عاد إلى روتشستر لممارسة الطب مع والده وشقيقه تشارلز.
في 21 أغسطس 1883، ضرب إعصار مدينة روتشستر، ما أسفر عن مقتل 29 شخصًا وإصابة أكثر من 55 آخرين بجروح خطيرة. دُمِّر ثلث المدينة، لكن الشاب ويل وعائلته نجوا من الأذى الجسيم. بدأت جهود الإغاثة على الفور بإنشاء مستشفى مؤقت في قاعة الرقص في المدينة. شارك الأخوين مايو بشكل مكثف في علاج الجرحى الذين أحضِروا إلى هناك للمساعدة. استُدعيت الأم ألفريد مويس وراهبات القديس فرنسيس للعمل كممرضات (على الرغم من حقيقة أنهن تدربن كمدرسات ولم يكن لديهن خبرة طبية تذكر).
بعد أن هدأت الأزمة، اتصلت الأم ألفريد مويس بوليام وورال مايو حول إنشاء مستشفى في روتشستر. في 30 سبتمبر 1889، افتُتحت مستشفى سانت ماري. دبليو. أصبح مايو، البالغ من العمر 70 عامًا، الطبيب الاستشاري والجراح في المستشفى، وبدأ ولداه برؤية المرضى وإجراء الجراحة بمساعدة راهبات القديس فرنسيس.

## حياته الشخصية ووفاته
تزوج ويليام مايو من هاتي ماري ديمون (1864–1952) عام 1884. وأنجبا 5 أطفال، نجا اثنان منهم. وُلدت كاري في عام 1887 وفيبي عام 1897 تزوج كلاهما من أطباء عيادة مايو.

## معرض صور

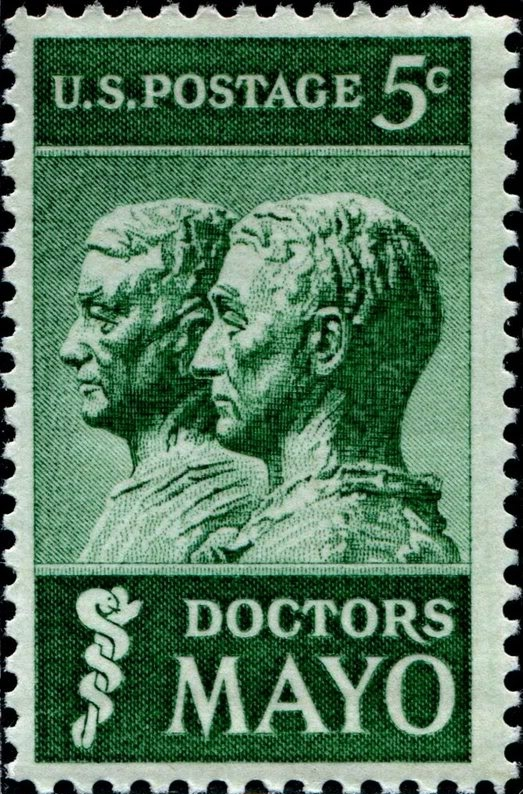
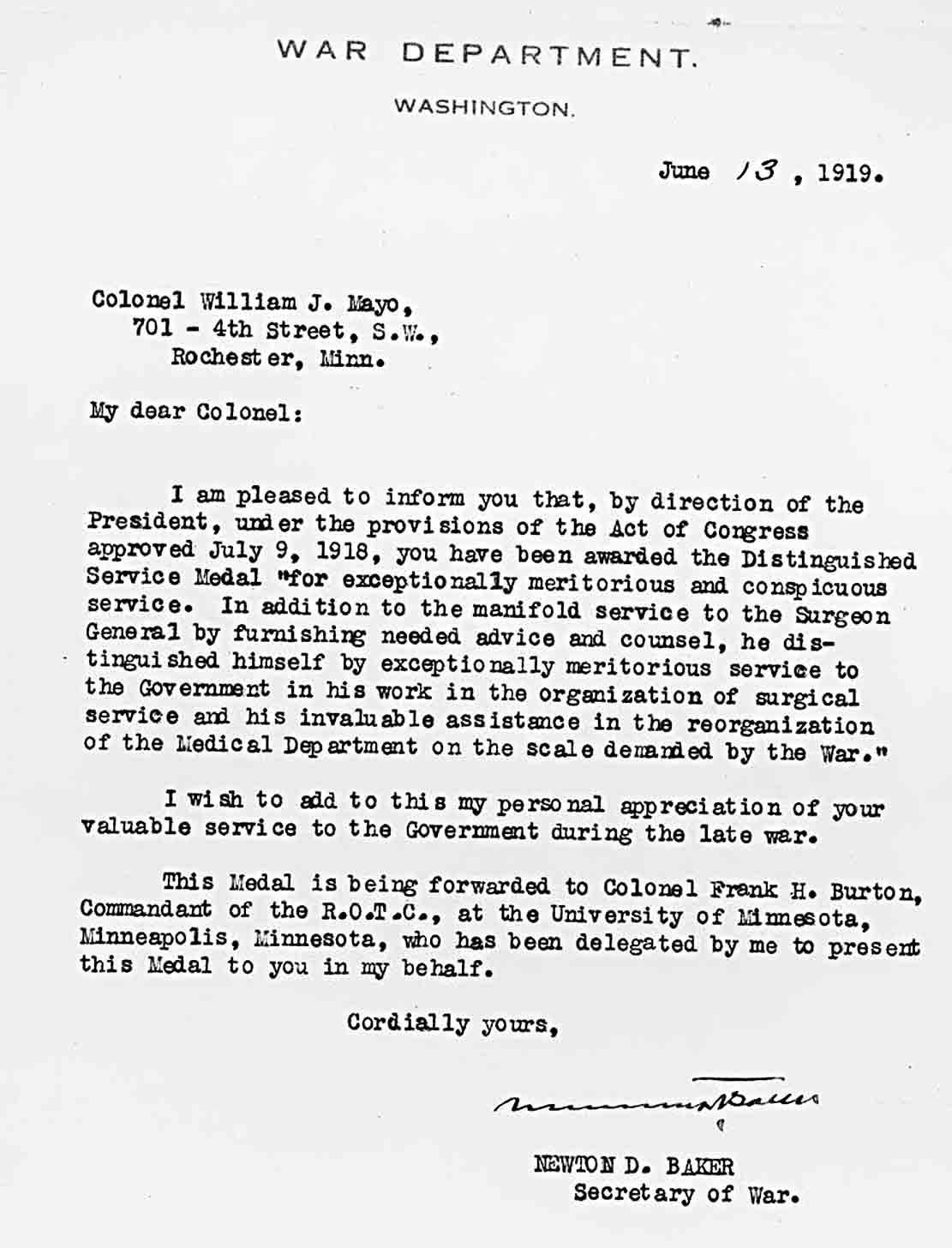
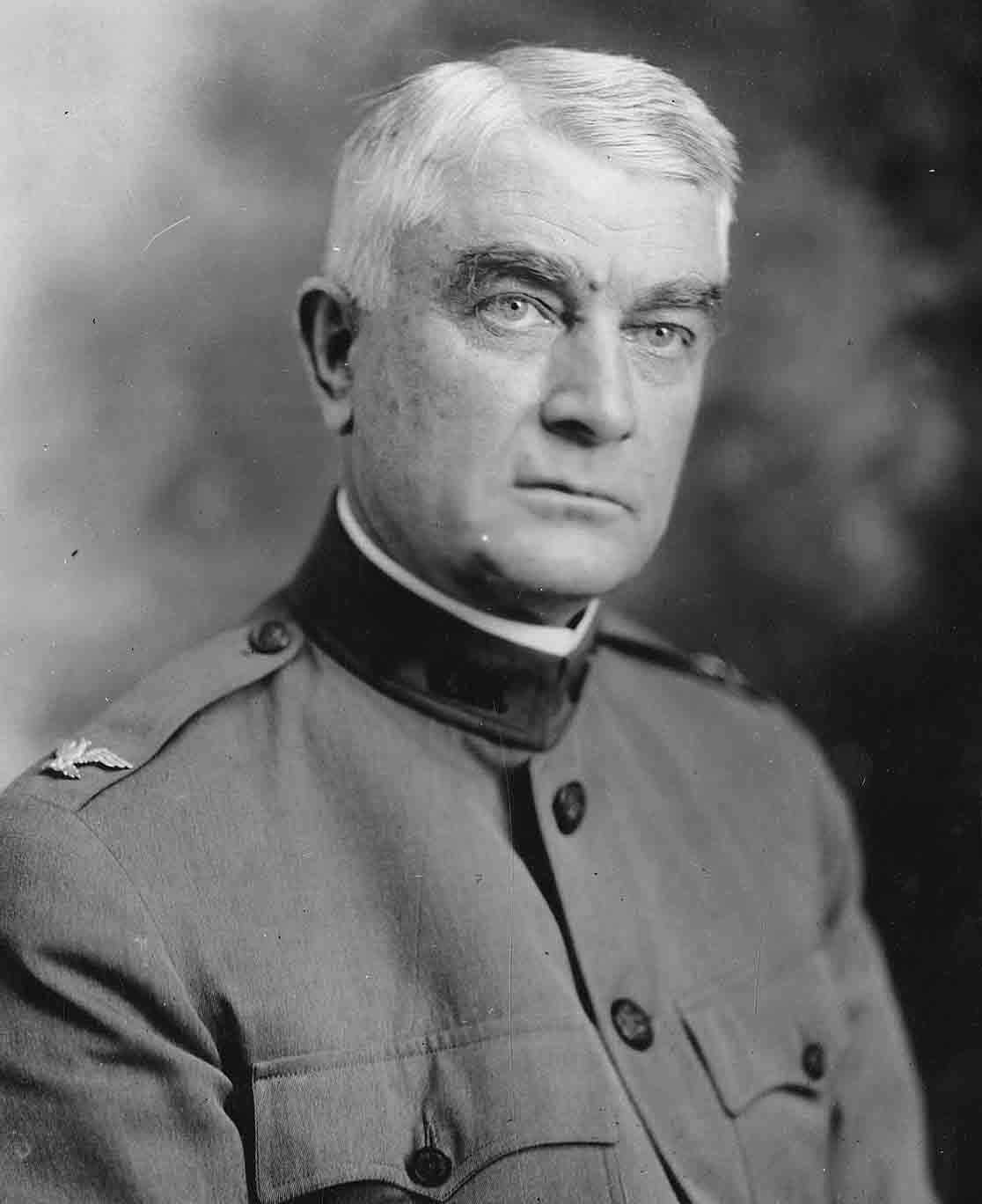
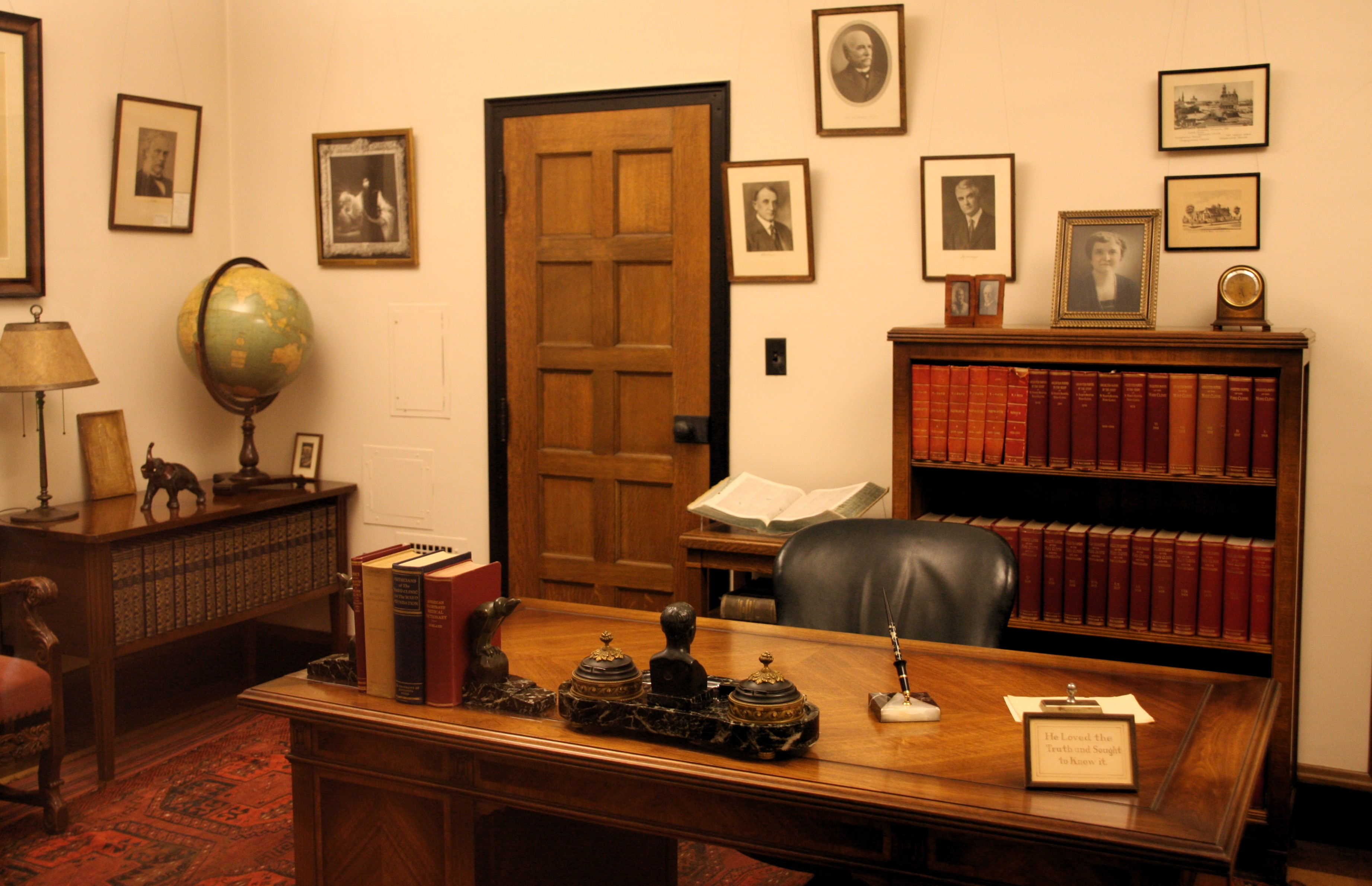
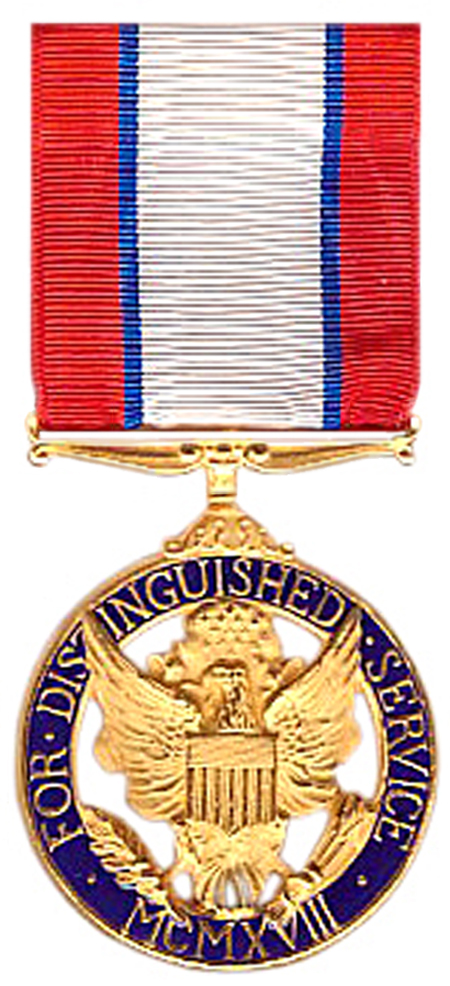

## وصلات خارجية
- ويليام جيمس مايو على موقع الموسوعة البريطانية (الإنجليزية)
- ويليام جيمس مايو على موقع إن إن دي بي (الإنجليزية)